# Laminaria digitata
El alga Laminaria digitata es integrante de la familia Laminariaceae.
Por su contenido en laminarina, lodo marino, fucosterol y ácido algínico se le otorgan unas propiedades adelgazante, sebo estática, normalizadora y reequilibradora de la epidermis.
Pertenece a la familia de las algas pardas o neófitos y crece principalmente en las rocas submarinas del Atlántico.
Esta alga contiene entre otros componentes los mucílagos que le confieren unas propiedades emolientes y tensoras y por lo tanto reafirmantes. Hay que tener en cuenta que además contiene gran cantidad de yodo por lo que está indicada para la inclusión en preparados adelgazantes y reductores.
- Datos: Q1093337
- Multimedia: Laminaria digitata / Q1093337
- Especies: Laminaria digitata